# Saints Row: Gat out of Hell
Saints Row: Gat out of Hell es un videojuego de acción-aventura de 2015 desarrollado por Volition y High Voltage Software, publicado por Deep Silver y distribuido por Square Enix en América del Norte. Fue lanzado para Microsoft Windows, Linux, PlayStation 3, PlayStation 4, Xbox 360 y Xbox One. Las versiones del juego para PlayStation 3 y Xbox 360 se lanzaron tanto física como digitalmente; también lo fueron las versiones de PlayStation 4 y Xbox One, aunque las dos últimas también vieron un lanzamiento junto con "Saints Row IV: Re-Elected".
El juego es una expansión independiente del Saints Row IV de 2013, y no requiere el juego base para jugar. Sirve como un epílogo de Saints Row IV, y sigue a los miembros de Third Street Saints Johnny Gat y Kinzie Kensington mientras intentan rescatar a "el Jefe" del Infierno después de que son secuestrados por Satán. Gat out of Hell recibió críticas mixtas de los críticos, quienes elogiaron su premisa única, su entorno y su jugabilidad entretenida, pero lo criticaron por su corta duración, gráficos anticuados, contenido secundario repetitivo y problemas técnicos.

## Jugabilidad
El jugador controla a Johnny Gat o Kinzie Kensington en un entorno de mundo abierto. Gat out of Hell comparte muchos aspectos del juego con las entregas anteriores, y se juega principalmente como un shooter en tercera persona en una ciudad de mundo abierto salpicada de misiones, objetivos secundarios y varios coleccionables. Habilidades sobrehumanas regresan de Saints Row IV. Gat out of Hell introduce el "vuelo angelical", dando alas al jugador. A diferencia de los juegos anteriores de "Saints Row", los jugadores no pueden personalizar los personajes jugables; sin embargo, al importar una partida guardada de "Saints Row IV", los jugadores pueden importar su personaje Boss personalizado para reemplazar al Boss predeterminado.
A diferencia de la progresión del juego en títulos anteriores, los jugadores avanzan en la historia completando actividades para llenar un medidor de "Ira de Satanás", que desbloquea escenas y más elementos de la historia. Gat out of Hell tiene lugar en un mundo abierto nuevo en la serie, New Hades, compuesto por cinco islas: Shantytown, Barrens, Downtown, Forge y Den, todas rodeando una torre central en una isla central.
El jugador puede volar por el infierno del mundo abierto. También pueden convocar a demonios aliados para que vuelen junto a ellos. Las armas del juego están inspiradas en los siete pecados capitales (por ejemplo, la Pistola de la Glotonería que dispara masa de pastel a los enemigos para que otras personas la consuman).

## Trama
Los Third Street Saints organizan una fiesta de cumpleaños para la teniente Kinzie Kensington (Natalie Lander) en su nave espacial, pero mientras juegan una partida de Ouija con un tablero que una vez perteneció a Aleister Crowley, contacta involuntariamente a Satanás (Travis Willingham), quien proclama que el Jefe (Troy Baker, Kenn Michael, Robin Atkin Downes, Laura Bailey, Diane Michelle, Sumalee Montano, o Nolan North) se casará con su hija Jezabel (Kate Reinders). Satanás luego arrastra al Jefe al Infierno, y Johnny Gat (Daniel Dae Kim) y Kinzie se ofrecen como voluntarios para rescatarlos.
Al llegar a New Hades, la capital del infierno, Johnny y Kinzie descubren que Ultor Corporation tiene una sucursal aquí y se enfrentan a su director general y antiguo enemigo de los Saints, Dane Vogel (Jay Mohr). Vogel niega estar involucrado en el secuestro del Jefe, pero admite que se está aprovechando de la economía del Infierno y se ofrece a ayudar a los Santos a salvar al Jefe. Por consejo de Vogel, Johnny y Kinzie intentan llamar la atención de Satanás al reclutar varios aliados en el Infierno, incluidos Viola (Sasha Grey) y Kiki DeWynter (Ashly Burch), Barbanegra (Matthew Mercer), William Shakespeare y Vlad el Empalador (ambos Liam O'Brien). Finalmente, Jezabel, que ha comenzado a rebelarse contra su padre, encuentra a Johnny y lo lleva a enfrentarse a Satanás. Johnny se rinde después de que Satanás amenaza con matar a Jezabel, lo que lleva a Satanás a nombrarlo digno de casarse con su hija. Johnny acepta hacerlo después de que Satanás promete liberar a Kinzie y al Jefe a cambio, pero cambia de opinión en la boda e intenta matar a Satanás. Después de matar a sus secuaces con la ayuda de Kinzie, Johnny derrota a Satanás, quien lo destierra a él, Kinzie, el Jefe y Jezabel de regreso al reino de los mortales.
Sin embargo, Johnny es detenido por Dios (Nathan Fillion), quien revela que Satanás estaba planeando una invasión en el Cielo ya que Zinyak aceleró el Apocalipsis al destruir la Tierra, y esperaba usar al Jefe como el general de su ejército. Dios ofrece pagarle a Johnny por derrotar a Satanás, dándole una de cinco recompensas: ir al Cielo para reunirse con su novia Aisha, regresar al Infierno para convertirse en su nuevo rey, encontrar un nuevo hogar para los Santos para reconstruir la humanidad, recrear la Tierra, o ser contado los secretos del universo. La recreación de la Tierra conduce a la línea de tiempo de Agents of Mayhem; el universo de Saints Row es retconed, y Johnny se convierte en teniente dentro de la fuerza policial de Seúl, con la esperanza de encontrar a sus amigos. Mientras Kinzie y Matt Miller (Yuri Lowenthal) conversan sobre una mujer capturada llamada "Brimstone", Johnny se prepara para interrogarla.

## Desarrollo
En diciembre de 2013, el comediante Jay Mohr, que hizo la voz del antagonista Dane Vogel en Saints Row 2, reveló que estaba haciendo trabajo de voz para el próximo juego de Saints Row. Más tarde se reveló que Volition presentaría un nuevo juego en PAX Prime el 29 de agosto de 2014. Se burlaron de una imagen que muestra un tablero Ouija con la fleur-de-lis de los Saints. Más tarde, en su panel del mismo día, Volition y Deep Silver confirmaron una expansión independiente para Saints Row IV, llamada Saints Row: Gat out of Hell. El lanzamiento del juego estaba inicialmente programado para el 27 de enero de 2015 para Microsoft Windows, PlayStation 3, PlayStation 4, Xbox 360 y Xbox One pero luego se reprogramó para el 20 de enero de 2015 en América del Norte y el 23 de enero de 2015 en Europa. El juego se lanzará en un paquete junto con Saints Row IV: Re-Elected para Xbox One y PlayStation 4.
La expansión se inspiró, en parte, en las películas de Disney, que se encuentran entre los "grandes amores" del director creativo del juego, Steve Jaros. Quería que el juego parodiara las cualidades de los cuentos de hadas y las "canciones de amor caprichosas" del género cinematográfico de Disney. Se tomaron partes de la trama de tales películas, incluido el prólogo de la fiesta de cumpleaños de La Bella Durmiente, objetos inanimados que hablan, la princesa Jezabel que se rebela contra su padre, Satanás, a través de su elección de matrimonio, y actos musicales donde Satanás canta sentimentalmente. El mundo abierto fue diseñado para ser una "caja de juguetes divertida" que fomentaba la travesía a través del vuelo. El tráiler de lanzamiento de enero de 2015 incluía un número de teléfono hotline con hold music promocional.

## Recepción
Saints Row: Gat out of Hell recibió críticas mixtas en general. El sitio web de revisión agregada Metacritic le dio a la versión para Microsoft Windows un 66/100 basado en 24 reseñas, la versión para Xbox One a 65/100 basada en 16 reseñas y la versión para PlayStation 4 un 64/100 según 45 reseñas.
Brittany Vincent de Destructoid le dio al juego un 8/10, elogiando el entorno del juego, las refrescantes habilidades de los superpoderes, el nuevo elenco de personajes, los tipos interesantes de enemigos y el mundo entretenido, que según ella "se siente mucho más pulido". y terminado que la simulación Steelport de Saints Row IV'". Sin embargo, criticó la corta duración del juego. Ella resumió la reseña diciendo: "No hay agenda ni lecciones de vida para aprender en 'Saints Row'. Solo hay puro escapismo, que es para lo que están hechos los juegos en mi opinión. Cada vez que siento que necesito un descanso, lo hago". tendré 'Saints Row' con orgullo en mi estantería". Andrew Reiner de Game Informer le dio al juego un 7.5/10, elogiando las valiosas actividades paralelas, los diálogos bien diseñados, el sistema transversal satisfactorio, las armas creativas y la narración. Sin embargo, criticó los gráficos, que afirmó que están a la par con la versión de última generación de "Saints Row IV", así como pérdidas ocasionales de velocidad de fotogramas. También criticó el juego por carecer de complejidad en el juego.
Mikel Reparaz de IGN criticó el juego por carecer de misiones de historia tradicionales, además de presentar misiones secundarias repetitivas, gráficos poco impresionantes y tener muchos errores. Alex Carlson de Hardcore Gamer le dio al juego un 3.5 / 5, elogiando la actuación de voz, los diálogos, los coleccionables, la mecánica de vuelo y el mundo del juego, que afirmó "tiene un equilibrio entre familiar y fresco", pero criticando el juego por ser demasiado similar al Saints Row IV original en cuanto a la variedad de superpoderes y tipos de misiones, así como la historia mediocre y los fallos gráficos. Phil Savage de PC Gamer le dio al juego un 67/100, elogiando el diseño del mundo y las habilidades del juego, como volar, que afirmó "ha brindado una nueva sensación de libertad". Sin embargo, criticó la falta de secuencias de comandos y misiones de campaña adecuadas, la creatividad limitada y el sistema de combate deficiente. Terminó la reseña diciendo que "'Gat out of Hell' ofrece todas las distracciones de un mundo abierto de un juego de 'Saints Row', pero rara vez muestra la chispa de la creatividad, lo que hizo que ['Saints Row: The Third y Saints Row IV] tan notables".